# Phare de Kokkola
Le phare de Kokkola (en finnois : Kokkolan  majakka) est un phare en mer situé sur un bas-fonds à environ 12 km au nord-ouest du port de Kokkola sur le golfe de Botnie, en Ostrobotnie centrale (Finlande).

## Histoire
Ce phare a été construit au port d'Ykspihlaja et transporté sur site en 1977. Il fonctionne à l'énergie solaire et il est équipé d'un radar Racon.

## Description
Le phare  est une tour cylindrique métallique de 23 mètres de haut, incorporant les quartiers du gardien, avec une double galerie et une lanterne. La tour est peinte en blanc sur sa partie inférieure et rouge sur sa partie supérieure. Elle est surmontée d'une plate-forme pour hélicoptères. Il émet, à une hauteur focale de 22 mètres, deux éclats blanc et rouge et vert selon secteur directionnel, toutes les 10 secondes. Sa portée nominale est de 12,5 milles nautiques (environ 23 km).
Identifiant : ARLHS : FIN-020 - Amirauté : C4203 - NGA : 18300.

### Lien connexe
- Liste des phares de Finlande